# 柳井大丸
柳井大丸（やないだいまる）は、山口県柳井市古開作にあった日本の百貨店である。

## 歴史・概要
1963年（昭和38年）2月に有志15名が「柳井駅前商工ビル協同組合」を結成し、
同年8月1日に資本金2860万円で「株式会社 美老」を設立した。
同年10月に「株式会社 柳井大丸」に商号を変更し、同年12月に「柳井大丸」を開業した。
1967年（昭和42年）12月26日に売場面積を1,380m2から2,129m2へ増床して百貨店の開業する認可を得た。
2000年（平成12年）8月15日に婦人服小売の「吉岡」が民事再生手続を開始して事実上倒産したのに伴い、同社の関連会社となっていた柳井大丸も自己破産を申請した。

## 年表
- 1963年（昭和38年）
  - 2月 - 有志15名が「柳井駅前商工ビル協同組合」を結成[1]。
  - 8月1日[1] - 資本金2860万円で[3]「株式会社 美老」を設立[1]。
  - 10月 - 「株式会社 柳井大丸」に商号を変更[1]。
  - 12月 - 「柳井大丸」を開業[5]。
- 1967年（昭和42年）12月26日 - 売場面積を1,380m2から2,129m2へ増床して百貨店の開業する認可を得る[8]。
- 2000年（平成12年）8月15日 - 「吉岡」の民事再生手続に伴い、柳井大丸も自己破産を申請[6]。

## かつて存在した店舗
- 周南店（山口県徳山市周南バイパス沿い[9]）